# 帕斯夸莱·阿莱亚尔迪
帕斯夸莱·阿莱亚尔迪（義大利語：Pasquale Aleardi，1971年6月1日—），是一位瑞士男演員和音樂家，他因出演電影《2002惡靈古堡》（2002年）裡的保護傘特種部隊成員傑迪（J.D.）而聞名，也曾出演過提爾·史威格執導的電影。其他電影作品如《速成男子漢》（2011年）、《柏林諜變》（2013年）、《五個夥伴歷險記4》（2014年）、《腦海甜蜜蜜》（2014年）、《情迷Lisa姐》（2019年）及《配角人生》（2022年）等。2014年起，他主演法國小說改編的犯罪系列電影《杜賓巡官》的警探員喬治·杜賓（Georges Dupin）。
他是德國樂團《Big Gee》的成員領導者，該樂團於2003年成立。

## 簡介
阿莱亚尔迪出生於瑞士迪蒂孔，有瑞士-希臘裔義大利的血統。起初他的家人希望他成為一名律師，但他後來選擇成為演員，1992年高中畢業後，就讀於蘇黎世藝術大學，於1995年完成戲劇學院的學業，前往德國的波昂、杜塞爾多夫和科隆的劇院演出。阿莱亚尔迪聲稱自己小時候因在父母家裡的房間都看著電視而產生了濃厚的興趣。阿莱亚尔迪也曾在芝加哥百老匯作品中飾演比利·弗林。
除了演戲以外，他也是一名活躍的歌手，喜歡彈鋼琴，另外一個愛好是音樂。過去曾獲得蒙特卡羅電視節電影、瑞士電影獎和德國電影獎提名。此外，阿莱亚尔迪會說5種語言，母語德語，還精通英語、法語、義大利語和希臘語。身高為188公分。

## 個人生活
阿莱亚尔迪和同是一位女演員的佩特拉·奧爾（Petra Auer）於2016年結婚，兩人育有2個兒子，他們住在蘇黎世。

## 外部連結
- 帕斯夸莱·阿莱亚尔迪在互联网电影资料库（IMDb）上的資料（英文）
- 帕斯夸莱·阿莱亚尔迪的Facebook專頁
- 帕斯夸莱·阿莱亚尔迪的Instagram帳戶
- 帕斯夸莱·阿莱亚尔迪 （页面存档备份，存于）的官網